# ベネディクトゥス4世 (ローマ教皇)
ベネディクトゥス4世（ベネディクトゥス4せい、Benedictus IV, 生年不明 - 903年7月または8月）は、第117代ローマ教皇（在位：900年 - 903年7月）。

## 生涯
出身はローマ。家系は貴族である。900年1月に先代のヨハネス9世が急死した。その後4月までに新教皇に選出された。この頃、ローマ教会ではフォルモススの統治や名誉をめぐってフォルモスス派と反フォルモスス派に分裂抗争していたが、教皇は前者を支持してフォルモススの名誉回復に努めた。
イタリア王のランベルトが急死して王家で内紛が起こった際には、その調停に努めたが失敗した。903年7月または8月、在位3年余で死去した。